# Louis M'Fédé
Louis-Paul M'Fédé, né le 26 février 1961 à Yaoundé et mort dans la même ville le 10 juin 2013, est un footballeur camerounais des années 1980 et 1990. Joueur au Stade rennais et au Canon Yaoundé, il devient ensuite entraîneur de ce dernier club. À son palmarès figure notamment la Coupe d'Afrique des nations 1988, remportée avec l'équipe nationale du Cameroun. Il participe également à deux éditions de la Coupe du monde, en 1990 et 1994.

## Biographie
Né le 26 février 1961 à Yaoundé, Louis M'Fédé est un pur produit du Canon Yaoundé, club avec lequel il débute en championnat du Cameroun dès 1980, au côté notamment de Théophile Abega ou Emmanuel Kundé. Dès 1982, il remporte le titre de champion du Cameroun avec son club. En 1981, il participe avec l'équipe du Cameroun à la Coupe du monde des moins de 20 ans, disputée en Australie.
Au cours de la saison 1982-1983, il est recruté par le Stade rennais, club français qui le fait donc venir en Europe. Il fait ses débuts avec l'équipe première de son nouveau club le 9 janvier 1983 à l'occasion d'un match de Coupe de France gagné contre l'AS Vitré, lors duquel il remplace Pierre Sither en cours de jeu. En championnat de D2, à l'issue duquel le Stade rennais monte en Division 1, M'Fédé dispute une rencontre, face au RC Paris. Barré par plusieurs joueurs en attaque, notamment Yannick Stopyra, Jacky Charrier ou Włodzimierz Mazur, il ne joue qu'une dizaine de matchs la saison suivante, qui se clôt par une relégation immédiate, et évolue très souvent avec la réserve rennaise en Division 3. Cela ne l'empêche pas de participer au tournoi de football des Jeux olympiques d'été de 1984 à Los Angeles. Titularisé à deux reprises lors des trois matchs de poule, il marque un but face au Canada.
En 1984-1985, alors que Pierre Mosca a remplacé Jean Vincent au poste d'entraîneur, M'Fédé est davantage utilisé au Stade rennais, dispute une trentaine de rencontres de championnat, la plupart comme titulaire aux côtés de Mario Relmy, Jacky Charrier ou encore Farès Bousdira. Il marque quatre buts à cette occasion, et participe activement à la remontée de son équipe en Division 1, transformant notamment l'un des tirs au but de la qualification rennaise, en barrages, sur le terrain du FC Rouen. De retour dans l'élite avec Rennes en 1985-1986, il perd cependant sa place de titulaire au profit du Belge Eddy Voordeckers, et recommence à jouer régulièrement avec la réserve. En mars 1986, il doit également quitter la Bretagne pour participer avec son équipe nationale à la Coupe d'Afrique des nations. Durant le parcours des « Lions indomptables », il inscrit un doublé face à la Zambie, mais lui et son équipe s'inclinent en finale, aux tirs au but, contre l'Égypte. La saison suivante est sa dernière avec le Stade rennais. Toujours cantonné au banc de touche, malgré les difficultés des Rennais en championnat, il est licencié par son club en janvier 1987 après être rentré de vacances avec huit jours de retard.
Louis M'Fédé revient alors au Cameroun, où il retourne dans les rangs de son ancien club du Canon Yaoundé. En mars 1988, lui et l'équipe nationale camerounaise prennent leur revanche en remportant la Coupe d'Afrique des nations 1988, battant le Nigeria à l'issue d'une finale où il est titulaire, et dont Emmanuel Kundé est l'unique buteur. Qualifié pour la Coupe du monde 1990 en Italie, il participe au parcours de son pays jusqu'en quarts de finale, titularisé lors de chacune des cinq rencontres jouées par le Cameroun. Replacé au milieu de terrain, il y est associé à Cyrille Makanaky,.
À la suite de cet épisode, Louis M'Fédé retourne tenter sa chance en Europe. Pour la saison 1990-1991, il est prêté par le Canon Yaoundé au club espagnol de l'UE Figueres. Il y joue une vingtaine de rencontres de championnat de Division 2 mais, son club échouant dans son projet de montée en Liga, il retourne dans son club d'origine à Yaoundé, avec lequel il remporte un deuxième titre de champion en 1992,. Il y joue jusqu'en 1994, et continue de participer durant ce laps de temps aux compétitions internationales avec le Cameroun. Il dispute ainsi la Coupe d'Afrique des nations 1992 et la Coupe du monde 1994.
Par la suite, il évolue avec l'Olympique Mvolyé, puis s'engage dans un projet de formation de jeunes footballeurs en Indonésie. De retour au Cameroun, il devient entraîneur de la Panthère du Ndé, puis de son club du Canon Yaoundé. Le 10 juin 2013, il meurt des suites d'une infection pulmonaire à l'hôpital général de Yaoundé.

## Palmarès
| - Cameroun - Coupe d'Afrique des nations : - Vainqueur : 1988. - Finaliste : 1986. |  | - Canon Yaoundé - Championnat du Cameroun : - Champion : 1982 et vainqueur de la coupe du Cameroun en 1993 et 1995. |  | - Stade rennais - Championnat de France de D2 : - Champion : 1983. |

## Statistiques
Le tableau suivant récapitule les statistiques de Louis M'Fédé durant sa carrière professionnelle, en Europe.
| Saison                | Club                  | Championnat           | Championnat | Championnat | Coupe(s) nationale(s) | Coupe(s) nationale(s) | Total | Total |
| Saison                | Club                  | Division              | M.          | B.          | M.                    | B.                    | M.    | B.    |
| 1982-1983             | Stade rennais FC      | D2                    | 1           | 0           | 1                     | 1                     | 2     | 1     |
| 1983-1984             | Stade rennais FC      | D1                    | 11          | 2           | 1                     | 0                     | 12    | 2     |
| 1984-1985             | Stade rennais FC      | D2                    | 35          | 4           | 5                     | 0                     | 40    | 4     |
| 1985-1986             | Stade rennais FC      | D1                    | 11          | 0           | 3                     | 1                     | 14    | 1     |
| 1986-1987             | Stade rennais FC      | D1                    | 10          | 0           | 0                     | 0                     | 10    | 0     |
| 1990-1991             | UE Figueres (prêt)    | D2                    | 23          | 1           | 2                     | 0                     | 25    | 1     |
| Total sur la carrière | Total sur la carrière | Total sur la carrière | 91          | 7           | 12                    | 2                     | 103   | 9     |